# Órgano Electoral Plurinacional
El Órgano Electoral Plurinacional es un órgano electoral del Estado Plurinacional de Bolivia con sede central en la ciudad de La Paz, Bolivia. Está conformado por el Tribunal Supremo Electoral, los Tribunales Electorales Departamentales, los Juzgados Electorales, los Jurados electos y los Notarios Electorales.

## Historia
Durante los últimos años, la credibilidad del Tribunal Supremo Electoral se ha visto afectada ante la sociedad boliviana cuando el 4 de diciembre de 2018 la sala plena, conformada por los vocales María Eugenia Choque (presidenta), Ildefonso Mamani, Lucy Cruz y Lidia Iriarte, habilitaron ilegalmente la candidatura del expresidente Evo Morales y Álvaro García Linera a un "inconstitucional tercer mandato" cuando la constitución boliviana solo permite dos mandatos presidenciales sin posibilidad de reelección. Esta terrible decisión traería como consecuencia las crisis política boliviana de 2019, la anulación de toda la elección general de ese año así como también la renuncia del propio presidente de Bolivia ante las graves protestas, manifestaciones, bloqueos, saqueos y destrozos de instituciones públicas y la quema de varios tribunales electorales departamentales por parte de la sociedad boliviana que estaba en contra de cualquier ilegal reelección presidencial.
Otro de los factores que también han contribuido a la pérdida de credibilidad del TSE son las constantes renuncias de varios de sus vocales que no han hecho nada más que desprestigiar aún más la ya dañada imagen institucional de TSE logrando generar una gran desconfianza en la población boliviana y en las elecciones nacionales como también en las elecciones subnacionales. Muchos de los vocales del TSE que fueron elegidos por la Asamblea Legislativa Plurinacional no han llegado a cumplir su mandato de seis años como manda la Constitución Política del Estado debido a varios factores circunstanciales. 
El 10 de noviembre de 2019, la Fiscalía General ordenó la detención de los integrantes de los tribunales electorales nacional y departamentales por el supuesto fraude electoral de las elecciones del 20 de octubre de 2019, que estuvo encabezado por los mencionados tribunales.

## Tribunal Supremo Electoral (2019-2025)
El Tribunal Supremo Electoral es la máxima instancia del órgano electoral del Estado Plurinacional de Bolivia. Tiene su sede en la ciudad de La Paz. Esta integrada por siete miembros, 6 elegidos por la Asamblea Legislativa Plurinacional y uno por la presidencia del estado.

### Miembros
- Presidente del Tribunal Supremo Electoral:  Óscar Hassenteufel Salazar
- Vicepresidente del Tribunal Supremo Electoral: Nancy Gutiérrez Salas
- Vocal 1: Dina Chuquimia
- Vocal 2: Daniel Atahuichi Quispe[6][7]
- Vocal 3: Vacante
- Vocal 4: Nancy Gutiérrez Salas
- Vocal 5: Óscar Hassenteufel Salazar
- Vocal 6: Angélica Ruiz Vaca Diez
- Vocal 7: Francisco Vargas Camacho[8]